# Katja Davar
Katja Davar (* 1968 in London, Vereinigtes Königreich) ist eine britisch-deutsche Künstlerin und Hochschullehrerin, die an der Schnittstelle von Zeichnung und Animation arbeitet. Sie unterrichtet an der Hochschule Mainz.

## Leben & Schaffen
Davar studierte Malerei in London an der Central Saint Martins College of Art and Design, an der Kunstakademie Düsseldorf sowie Audiovisuelle Medien an der Kunsthochschule für Medien Köln.
Ihre Arbeiten sind im Zeppelin Museum Friedrichshafen, der Daimler Kunstsammlung, der Sammlung Nordrhein-Westfalen und dem Europäischen Patentamt in Den Haag vertreten.
Davar wurde unter anderem mit dem Silicon Saxony Art Award und dem Förderpreis des Landes Nordrhein-Westfalen für Medienkunst geehrt. Ihre Arbeiten waren etwa im Kunstverein Leverkusen Schloss Morsbroich, im Museum Marta in Herford sowie in der Kunsthalle Gießen zu sehen.

## Einzelausstellungen
- 2023 Bobbin Tales From Landscape Blues, Bernhard Knaus Fine Art, Frankfurt am Main[4]
- 2022 On cables and Cumulus, Goethe-Institut / Max Mueller Bhaven Kalkutta, Indien[5]
- 2022 Ornamental Forest Geology, Kunstmuseum Gelsenkirchen (DE)
- 2021 Botanical Metadata, 6. Biennale der Zeichnung, Galeriehaus Nord, Nürnberg (DE)
- 2020-21 Notes from a Flickering Stage, Kunstverein Heilbronn[6][7]
- 2020 These rooms of Earth and Stones, (with Michel Boulanger), Galerie de l‘UQAM, Montreal[8]
- 2019 Electric Spinning Gaze, Skulpturenmuseum Glaskasten Marl[9]
- 2018 Field Trip, Artothek Köln[10]
- 2018 Possible Gardens – Positionen der Zeichnung, Kornhausgalerie der Stadt Weingarten[11]
- 2015 Shapes of Cascading Hierarchy, Kunstverein Leverkusen Schloss Morsbroich e.V.[12]
- 2015 Katja Davar / Nikolas Gangsterer, Kunstwerke, Köln
- 2014 How the Mind Makes Forever, Galerie der Stadt Backnang, Backnang[13]
- 2012 Scattered Plots & Routes We Take, Newlyn Art Gallery, Penzance, Cornwall
- 2011 A Vanishing Point Nearby, Hanse-Wissenschaftskolleg (HWK), Delmenhorst[14][15]
- 2009 The Reachability Tree, European Kunsthalle, Köln
- 2006 Forking Ocean Path, The Drawing Room, London[16]
- 2001 remote host, Städtische Galerie Nordhorn[17]
- 2001 Stars & Stripes II, Bonner Kunstverein am August-Macke Platz, Bonn[18]

## Gruppenausstellungen
- 2024 Im Herzen wild – Sammlung +, Kunstmuseum Mülheim an der Ruhr (DE)
- 2024 Reality Check, Kunstmuseum Ahlen (DE)
- 2024 Sammlung mit Losen Enden 06: Drei Seiten des Bildes – Zweiter Akt, Kunsthaus NRW Aachen – Kornelimünster (DE)
- 2023 Charly. Karl-Heinz Rummeny, Kunsthalle Düsseldorf
- 2022  Identität nicht nachgewiesen, Neuerwerbungen der Sammlung des Bundes, Kunst- und Ausstellungshalle der Bundesrepublik Deutschland, Bonn[19]; Neues Museum, Staatliches Museum für Kunst und Design Nürnberg, Kunstsammlung Chemnitz
- 2022 Licht(E)Wege, Kassel
- 2021 Zin Ex. Cuerpo y Arquitectura, cur. Florian Wüst, Tabakalera, San Sebastián (ESP)
- 2021 Lost Places in the City C, Bayer Kultur, Leverkusen (DE)
- 2020  Made in Marl, Skulpturenmuseum Glaskasten Marl (DE)
- 2019 beZEICHNENd, Kunstverein Marburg[20]
- 2019 Nostalgic Whiplash, Site Gallery, Sheffield[21]
- 2019 Sound on the 4th Floor, Daimler Contemporary Berlin[22]
- 2017 Jetzt kommen wir auf den Teppich zurück, Kunsthalle Gießen[23]
- 2016 Kristalle im Beton - Der Produktive Leichtigkeit, Skulpturenmuseum Glaskasten Marl[24]
- 2016 We Animals, Neue Gesellschaft für Bildende Kunst (NGBK) Berlin[25]
- 2015 From a Poem to the Sunset, Daimler Contemporary Berlin[26]
- 2012 La Zona, Neue Gesellschaft für Bildende Kunst (NGBK) Berlin
- 2010 Neues Rheinland. Die postironische Generation, Museum Morsbroich, Leverkusen
- 2010 Pittoresk – Neue Perspektiven auf das Landschaftsbild, MARTa Herford Museum
- 2010 Drawing Sculpture, Daimler Contemporary, Berlin
- 2009 Unter Wasser / Über Wasser -Vom Aquarium zum Videobild, Kunsthalle Wilhelmshaven
- 2008 PARKHAUS, Kunsthalle Düsseldorf
- 2008 European Attitude, Zendai Museum of Modern Art, Shanghai
- 2007 It takes something to make something, Die Sammlung Rausch, Portikus, Frankfurt am Main
- 2007 Europe Asia Mediations, National Gallery Poznan & College for Journalism & Humanities, Poznan
- 2007 Ausgezeichnet, Kunstverein Freiburg
- 2006 The Square Root of Drawing, Temple Bar Gallery, Dublin, Ireland
- 2006 mima Offsite: Animated Drawing, Middlesbrough Institute of Modern Art
- 2006 Public Private Mystery Tour, Akademie der Bildenden Künste, Wien
- 2006 His life is full of miracles - Animation, Site Gallery, Sheffield
- 2005 Videonale 10, Kunstmuseum Bonn[27]
- 2004 ZK-Drawings from Cologne, Bluecoat Gallery, Liverpool
- 2003 Movies without Cinema - Animation and Contemporary Art, The House of Lords of Kunstat

## Videografie & Animationen
- 2015 Elastic Gesture, Video PAL, b/w, silent, 05:39 min[28]
- 2012 The Stage The Plot, Animation, PAL, b/w, silent, 02:35 min[29]
- 2010 GRAMMAR, Animation, PAL, b/w, silent, 02:43 min[30]
- 2009 Reachability Tree, Animation, PAL, color, silent, 01:23 min
- 2009 Silence is far from an idle task, Animation, PAL, b/w, silent, 04:18 min[31]
- 2006 Shells on Mountain Tops, Animation, PAL, b/w, silent, 01:30 min[32]
- 2003 People who trash elevators, Animation, PAL, color, silent, 01:21 min[33]

## Arbeiten im öffentlichen Raum
- 2020 Fraunhofer Institut für Energiewirtschaft und Energiesystemtechnik IEE Kassel[34]
- 2019 UKB Universitätsklinikum Bonn, Eltern Kind Zentrum[35]
- 2009 Neubau des Landesamtes für Besoldung und Versorgung Nordrhein-Westfalen, Düsseldorf[36]
- 2009 AMB Generali Holding AG, Köln[37]

## Werke in öffentlichen Sammlungen
- LWL-Museum für Kunst und Kultur, Münster
- Zeppelin Museum, Friedrichshafen
- The Drawing Room, London[16]
- Daimler Kunstsammlung, Berlin[38]
- Sammlung Kunst aus NRW, Reichsabtei Aachen-Kornelimünster, Aachen
- Europäischen Patentamts (EPA), Den Haag
- Centro Cultural Andratx, Mallorca
- Skulpturenmuseum Glaskasten Marl
- Galerie der Stadt Backnang, Backnang
- Europäische Zentralbank, Frankfurt
- Stiftung imai (Inter Media Art Institute), Düsseldorf[39]
- Kunstsammlung der Bundesrepublik Deutschland
- Landesbank Baden Württemberg, Stuttgart

## Ausstellungskataloge
- 2020 Monograph; Katja Davar, Skulpturenmuseum Glaskasten Marl / Kunstverein Heilbronn, Snoeck Verlag, ISBN 978-3-86442-307-9
- 2018 Monograph; Possible Gardens, Kornhausgalerie Weingarten, ISBN 978-3-00-061072-1
- 2015 Monograph; Shapes of Cascading Hierarchy, Kunstverein Leverkusen Schloss Morsbroich e.V., ISBN 978-3-9807447-9-9
- 2015 Monograph; Dazzling Debt, Galerie der Stadt Backnang & Galerie Kadel Willborn, Revolver Publishing, Berlin, ISBN 978-3-95763-314-9
- 2013 Monograph; Crystal Networks Crystal Trees, Revolver Publishing, Berlin, ISBN 978-3-86895-321-3
- 2012 Macfarlane, Kate & Southworth, Kate in: Scattered Plots & Routes We Take, Newlyn Art Gallery, Penzance, Cornwall[40]
- 2011 Voorhoeve, Jutta in: Welten Schaffen, Zeichnen und Schreiben als Verfahren der Konstruktion, Wissen im Entwurf IV, Diaphanes Verlag, Zurich, ISBN 3-03734-054-1, 9783037340547
- 2007 Forking Ocean Path, The Drawing Room, London, ISBN 0-9542668-7-0, ISBN 978-0-9542668-7-5
- 2001 Bourriaud, Nicolas in: Post Production, Gallery Continua, San Gimignano, ISBN 978-88-7336-070-4
- 2001 Monograph; Hermes, Manfred and Köttering, Martin in: remote host, Städtische Galerie Nordhorn, ISBN 3-922303-42-0.
- 2001 Monograph; Uhr, Harald and Slama, Torsten in: Stars and Stripes II, Bonner Kunstverein am August-Macke Platz